# Bahía de Corpus Christi
La bahía de Corpus Christi (del inglés: Corpus Christi Bay) es una pintoresca bahía semi-tropical en la costa de Texas que se encuentra en los condados de San Patricio y Nueces, al lado de la principal ciudad de Corpus Christi. Está separada del golfo de México por la isla Mustang (Mustang Island), y es alimentada por el río Nueces y el arroyo Oso desde sus extensiones occidental y meridional, bahía de Nueces y bahía Oso. La bahía está situada aproximadamente a unos 220 km al sur de San Antonio, y 290 km al suroeste de Houston. Cubre aproximadamente 497 km².
La bahía de Corpus Christi Bay tiene una rica historia de asentamientos humanos a lo largo de sus costas, que se remonta miles de años, y que es responsable del crecimiento de Corpus Christi, y los puertos más pequeños de Ingleside y Portland. Es un importante estuario natural que soporta una variada colección de fauna salvaje y que atrae a muchos turistas. La abundancia en la bahía de petróleo y gas natural ha atraído igualmente a la industria, y su ubicación estratégica en la costa de Texas la hace ideal para establecimientos militares.

## Historia
Las riberas de la bahía de Corpus Christi (Cuerpo de Cristo) se cree que estuvieron habitadas por los indios karankawa antes del descubrimiento europeo. La evidencia arqueológica sugiere que algunos pueblos pre-karankawa utilizaron la zona cercana a la bahía Oso como cementerio entre el 500 a. C. y 500 d. C. Se cree que habría sido vista por primera vez por los europeos en la festividad del Corpus Christi de 1519, cuando el explorador español Alonso Álvarez de Pineda navegó por sus aguas. Joaquín de Orobio y Basterra se encontró con la bahía en 1746, cuando se le dieron órdenes de establecer asentamientos en el área entre Tampico, México, y la desembocadura del río San Antonio en la bahía de San Antonio. Llamó a la bahía en honor de San Miguel Arcángel, pero el nombre no hizo fortuna y fue referido como «bahía de Corpus Christi» en un informe de 1766 de Diego Ortiz Parrilla. El explorador Blas María de la Garza Falcón se cree que habría sido el primer hombre en comprar tierras en la bahía en 1746. Poco después, en la desembocadura del río Nueces, se fundó el asentamiento de corta duración de Villa de Vedoya.
El primer puesto comercial en la bahía de Corpus Christi fue fundado por Henry Kinney en 1838 en la actual ciudad de Corpus Christi. En 1840, el área se convirtió en un asentamiento nombrado al igual que la bahía, y en la década de 1870 se estableció un puerto de aguas profundas. En 1928, el escultor Gutzon Borglum del monte Rushmore diseñó un frente de la bahía que incluía una estatua de Jesucristo de 32 metros, pero fue rechazado por la ciudad en 1930. También se rechazaron los esfuerzos posteriores para construir una estatua en la orilla. El puerto de la bahía más tarde se convertirá en una gran ciudad, y en el censo de EE. UU. de 2000 tenía una población de 277.454 personas Además de Corpus Christi, Kinney también fundó en 1852 Nuecestown (conocido por los colonos como The Motts), cerca de la confluencia del río Nueces y la bahía Nueces. La ciudad fue atacada por ladrones mexicanos en 1875 y luego experimentó un fuerte declinar. Ahora es una ciudad fantasma situada en los límites de la ciudad de Corpus Christi. La ciudad de Ingleside fue fundada en la orilla norte de la bahía en 1854, y creció lentamente. Tenía una población de 9.388 habitantes en el censo de 2000. Del mismo modo, la ciudad de Portland, que se encuentra en el acantilado del noreste entre el Nueces y la bahía de Corpus Christi, no creció tan rápidamente como Corpus Christi, después de su fundación 1891. En el censo de 2000 tenía 14.827 habitantes.
Como medio de transporte, los barcos de vapor fueron comunes en la bahía entre Corpus Christi e Ingleside durante la década de 1930. Los nativos americanos utilizaron una ruta hecha sobre una serie de bancos de ostras de poca profundidad, llamada Reef Road. El pasaje, que tenía una profundidad entre 60 y 90 centímetros, podía ser cruzado a pie o a caballo durante las mareas bajas para atravesar la abertura de la bahía Nueces en la bahía de Corpus Christi. Los colonos blancos descubrieron la ruta en la década de 1860 y se convirtió en una forma común de pasar de Portland a Corpus Christi, aunque su curso irregular tuvo que ser marcado con postes y a veces los caballos se caían del lecho y se ahogaban. En 1915 se construyó por primera vez una calzada de madera que conectaba Portland y Corpus Christi, que fue reconstruida y destruida por las tormentas en varias ocasiones. En la década de 1950 se erigió un puente de hormigón permanente y la doble calzada fue añadida en 1988. La estructura, de una longitud aproximada de una milla, es hoy conocida como calzada de la bahía del Nueces (Nueces Bay Causeway).
La bahía ha sido un lugar de importancia estratégica para los militares. El general Zachary Taylor estacionó a sus hombres en Rincon Point durante la Intervención estadounidense en México, y una invasión de la Unión fue detenida por los confederados en el mismo punto en 1862, durante la Guerra Civil Americana. El Puerto de Corpus Christi fue utilizado por los confederados para llevar suministros durante la guerra hasta que la Unión bombardeó Corpus Christi y ocupó la bahía y el puerto de 1863 a 1870. En 1940 se estableció en la bahía la Estación Aérea Naval de Corpus Christi (Naval Air Station Corpus Christi), que en 1944 ya se había transformado en una base principal con una estación área principal y seis estaciones adicionales. Cabe destacar que, durante una práctica en marzo de 1960 desde la base, el futuro senador John McCain perdió altitud y velocidad, y su monoplaza AD-6 Skyraider se estrelló en la bahía de Corpus Christi y se hundió hasta el fondo. Logró salir de la cabina, nadó tres metros hasta la superficie, y fue llevado a un lugar seguro por un helicóptero de rescate, escapando sin lesiones importantes.

## Características geográficas

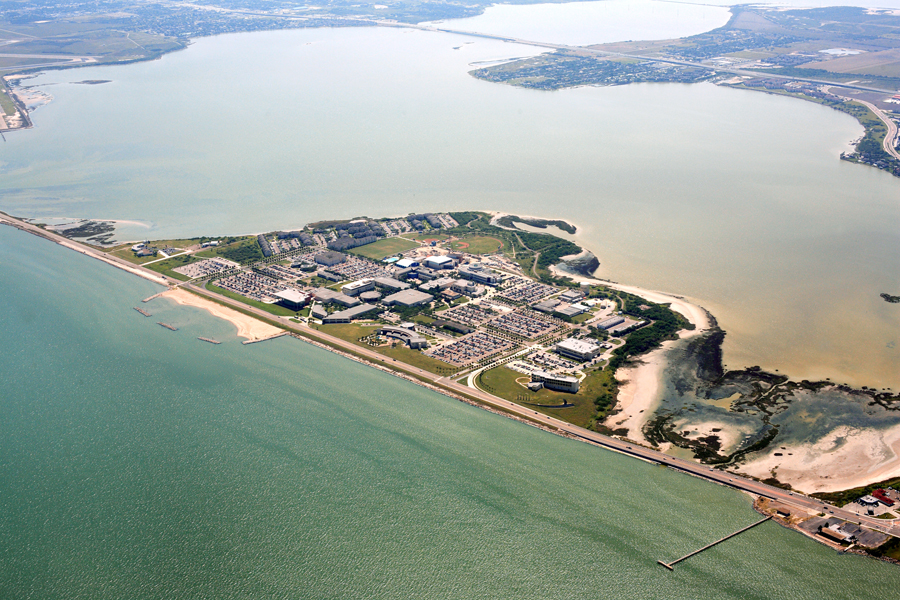
Otra vista de la isla de Ward

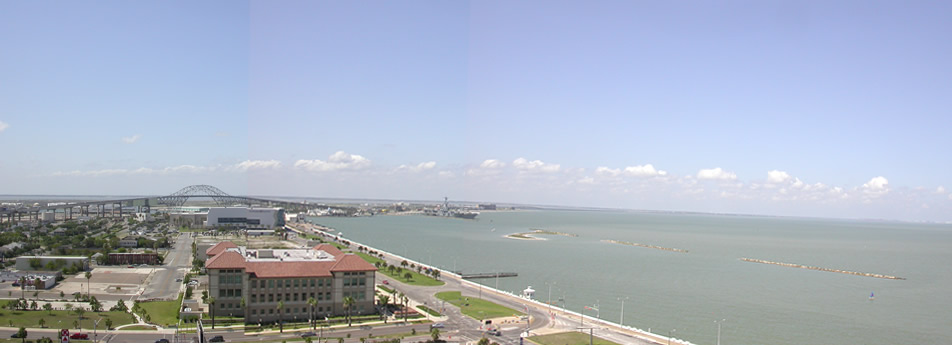
Islotes rompeolas vistos desde la costa de la bahía de Corpus Christi en Rincon Point; al fondo el puente y el portaaviones museo USS Lexington.

La ribera de la bahía de Corpus Christi está incluida en la llanura costera de Texas en el sur de Texas. La tierra que la rodea es semiárida y se utiliza para la ganadería y otros fines agrícolas. La bahía en sí es considerada subtropical y fue descrita por Gutzon Borglum como «la bahía más hermosa en la costa de Texas» ("the most beautiful bay on the Texas coast.")
De media, el sistema tiene 3 metros de profundidad, y cubre aproximadamente 497 km². Es el cuarto sistema estuarino cuarto más extenso de Texas, detrás de la bahía de Galveston, la Laguna Madre y la bahía de Matagorda. Las dos extensiones principales son: bahía de Nueces (Nueces Bay), que se extiende al oeste de la desembocadura del río Nueces y bahía del Oso (Oso Bay), que se extiende al sur de la desembocadura del arroyo Oso. La bahía, que forma parte del canal navegable intracostero (Intracoastal Waterway), comunica al noroeste con la bahía de Aransas y al sureste, con la laguna Madre. Cada segundo, unos 34 m³ de agua fluyen en la bahía. El intercambio con el golfo de México se produce en el paso Aransas (Aransas Pass). Como resultado del intercambio con el agua marina, la salinidad de la bahía es de 22 partes por mil (ppt), que es inferior a la media del agua de mar de 35 ppt.
Siguiendo la línea de costa desde la Estación Aérea Naval de Corpus Christi en la península sureste de la bahía, y yendo en dirección noroeste, se debe cruzar la bahía del Oso en su confluencia con la bahía de Corpus Christi. Al otro lado, está la isla de Ward (en realidad una península), donde se fundó la Texas A&M University–Corpus Christi. Más al noroeste, la costa comienza a curvarse, alcanzando la ciudad de Corpus Christi. Siguiendo la costa, el terreno desciende hacia el interior y forma Emerald Cove, donde se ha construido un malecón. Afuera en la bahía, el Alta Vista Reef se puede observar desde esta ubicación. Siguiendo al norte a lo largo de la orilla, el malecón continúa en la ciudad principal, hasta que llega al canal Industrial, que ha sido dragado al sur de la bahía Nueces y se extiende cruzando la bahía principal hasta llegar, en el otro extremo, a Port Aransas. Otro malecón, que se inicia en Emerald Cove con huecos en aquellos lugares en que hay islas espigones, puede ser visto en la bahía y el canal, y está ligeramente fuera en el agua.
Este malecón termina cuando llega a la tierra en la porción sur de la playa de Corpus Christi. Al norte del canal, la playa de Corpus Christi se encuentra a lo largo de la costa hasta Rincon Point, donde la bahía de Corpus Christi se abre a la bahía Nueces. Se cruza la entrada por la calzada Nueces Bay hasta llegar a Indian Point, cerca de la ciudad de Portland, desde donde Indian Reef sobresale de la costa. Pasado Portland, la costa se curva hacia el sureste, donde la gran isla La Quinta forma el telón de fondo de las plantas industriales en Ingleside. El canal de La Quinta ha sido dragado entre la isla y la costa y se encuentra con el canal de Jewell Fulton en la confluencia del bayou Kinney. Ingleside Cove se forma en esta área entre la isla de La Quinta y una isla llamada Ingleside Point. La costa entonces se curva hacia el suroeste donde está la ciudad de Ingleside on the Bay, en la costa meridional de la península del noreste de la bahía. Hacia el sureste, una serie de islas forman el límite entre la bahía de Corpus Christi y la bahía Redfish (Redfish Bay, lit. 'bahía de la gallineta').

## Ecosistema
La  Environmental Protection Agency ha designado el sistema de la bahía de Corpus Christi como un estuario de importancia nacional. Más de 234 especies de peces se encuentran en la bahía, incluyendo el Bagre marinus, bagre de cabeza pesada, corvina del Atlántico, sable del Atlántico, corvina negra, tambor rojo, lenguado del sur, Crevalle jack, malachos, lagarto costero, guardiamarinas del Atlántico, perca de plata, perca de arena,  fumador liso, sardina escalada, rubios cabezones, trucha de mar de arena, trucha de mar manchada, pez emperador gris, róbalo común y dormilonas.
The Coastal Bend Bays and Estuaries Program and the U.S. Fish and Wildlife Service collaborated to place soil and plant marsh near the causeway to allow a larger nursing location for fish and provide greater quantities of food for water birds.
En 2009, un millón de dólares de estímulo federal fue delegado para la restauración de la zona pantanosa cerca de la calzada de la bahía Nueces para aumentar la población de aves y peces. El «Programa de bahías costeras curvas y estuarios» (Coastal Bend Bays and Estuaries Program) y el U.S. Fish and Wildlife Service colaboraron para colocar suelo y plantas de pantano cerca de la calzada que permitieran una localización de enfermería más grande para los peces y proporcionar mayores cantidades de alimentos para las aves acuáticas. Más de 490 especies de aves se han encontrado en la zona, incluyendo el pelícano pardo, yaguasa de pico negro, garceta rojiza, ibis de cara blanca, chotacabras pauraque, colibrí vientre canelo, pájaro carpintero dorado, Pico Largo Thrasher, pinzón aceitunado, cormorán neotropical, gaviota reidora americana, la gaviota de Franklin, gaviota de Delaware, gaviota argéntea americana, pagaza piconegra, colimbo grande, atrapamoscas crestipardo, turpial enmascarado, halcón peregrino y frailecillo silbador. Las poblaciones de aves están protegidas y se pueden ver en Hans and Pat Suter Wildlife Refuge en Oso Bay.

## Industria

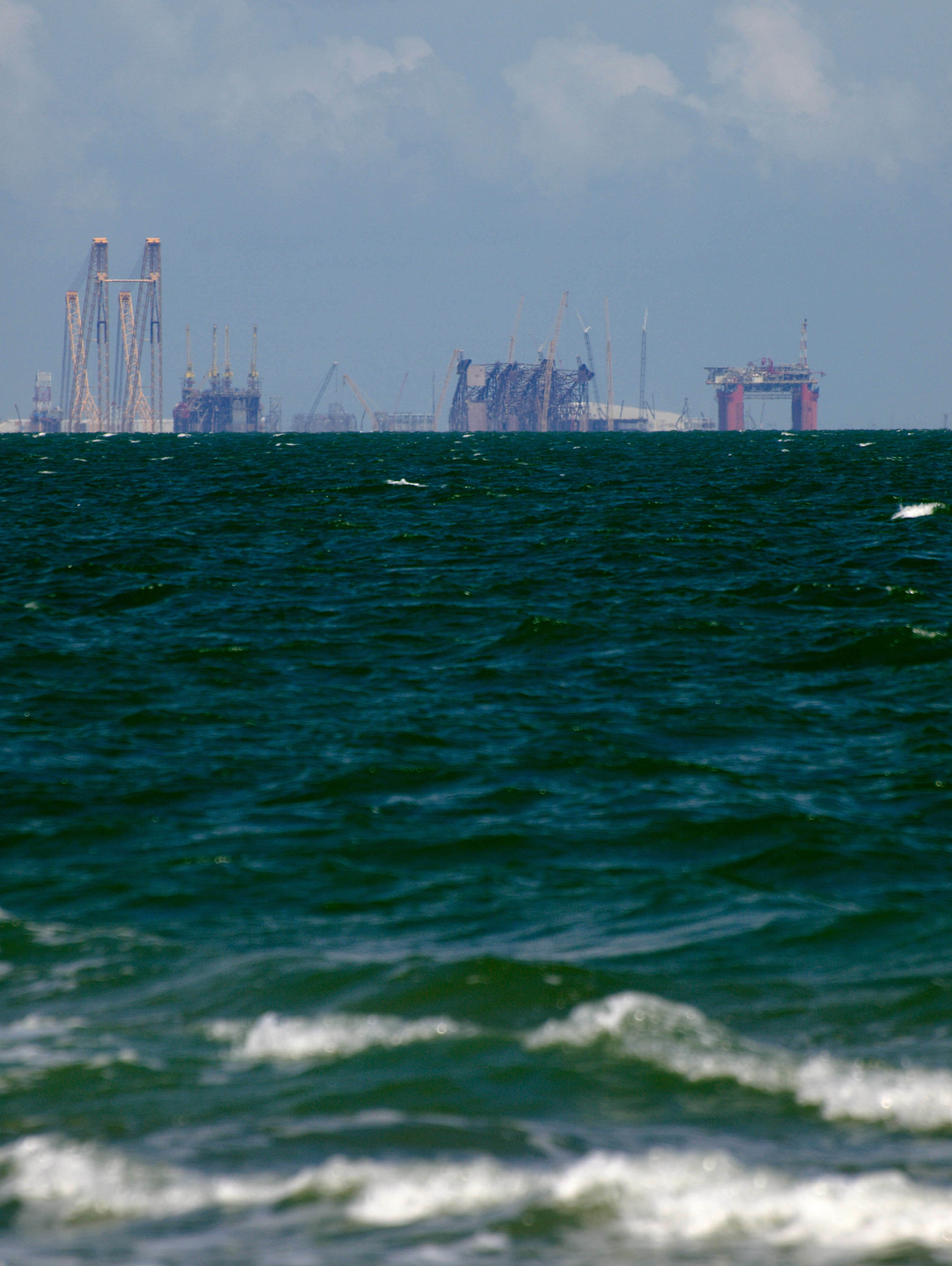
Industrias hacia Ingleside

La bahía de Corpus Christi es un puerto natural, y su puerto ha contribuido al crecimiento del puerto principal de la ciudad de Corpus Christi. Corpus Christi es el quinto puerto más grande en los Estados Unidos, y el más profundo en el golfo de México. El canal hacia el Golfo fue dragado a través de la bahía hasta los muelles de Port Aransas. Las cargas intercambiadas en el puerto incluyen mariscos, productos industriales y agrícolas y petróleo. Seis refinerías de petróleo y 1.500 pozos están situados cerca de la bahía, así como una gran cantidad de gas natural. Tan solo en 1987, se produjeron en la zona 277 millones dólares en petróleo y gas. Metales, productos de piedra, vidrio, productos químicos y productos de yeso también se producen cerca de la bahía. Ingleside originalmente centró su economía en la agricultura, en particular la viticultura. Más tarde, se abrieron plantas industriales, incluyendo las establecidos por la  Brauer Corporation, Reynolds Metals (cinco millas) y DuPont. El canal de La Quinta fue dragado por el Cuerpo de Ingenieros del Ejército en la década de 1950.
El turismo en la bahía se ve favorecido por el clima de la zona, las posibilidades para practicar la pesca y la observación de aves, así como visitar sitios en Corpus Christi como la playa de Corpus Christi, el barco museo USS Lexington, el puerto deportivo frente a la bahía, y el Museo de Ciencia e Historia de Corpus Christi (Corpus Christi Museum of Science and History). La bahía fue también el sitio de U.S. Wind and Water Open de 2008, así como del Salón Náutico Internacional de Texas (Texas International Boat Show) en 2008, 2009 y 2010.